# Costa Viola
La Costa Viola è un'area geografica della città metropolitana di Reggio Calabria immediatamente a nord del capoluogo e rientrante nell'area metropolitana di Reggio Calabria, che si affaccia sul mar Tirreno e sullo Stretto di Messina.

## Comuni
L'area comprende i seguenti comuni:
| Calabria        |                    |        |        |
| Reggio Calabria | Palmi              | 31,84  | 18.112 |
| Reggio Calabria | Villa San Giovanni | 12,22  | 12.738 |
| Reggio Calabria | Bagnara Calabra    | 24,68  | 9.199  |
| Reggio Calabria | Scilla             | 43,68  | 4.494  |
| Reggio Calabria | Seminara           | 33,55  | 2.447  |
| Reggio Calabria | TOTALE             | 145,97 | 46.990 |

## Geografia fisica

### Territorio

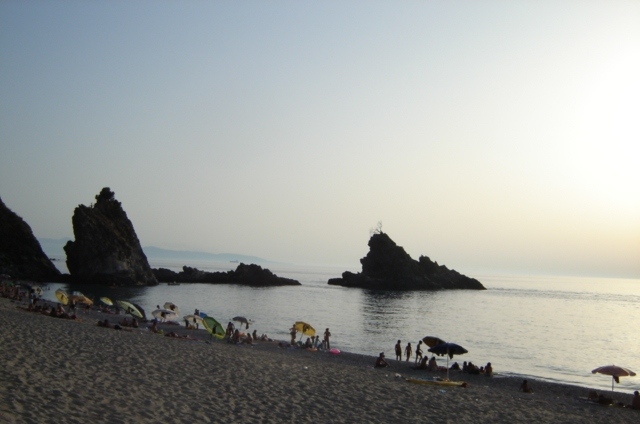
Spiaggia della Tonnara di Palmi, Scoglio dell'Ulivo

La costa viola si estende per circa 35 km tra lo Stretto di Messina (confine sud) e il basso Tirreno (confine nord) e comprende quattro comuni i cui territori si affacciano sul mare con un vasto entroterra restrostante.
La linea di costa, stretta tra il mare e le montagne, è dominata da alte e frastagliate costiere che con l'altezza di circa 600 metri sono tra le falesie più imponenti al mondo,  oltre che da graziosi e suggestivi anfratti come la "grotta dello Sparviero". Dal Monte Sant'Elia è possibile godere di un superbo panorama con sullo sfondo l'arcipelago delle Isole Eolie e i due vulcani attivi: l'Etna e lo Stromboli. La strada costiera attraversa le pendici ricoperte dalla macchia mediterranea. Tutto il territorio è, inoltre, caratterizzato da terrazzamenti coltivati a vigneti a strapiombo sul mare. Le spiagge e i vari litorali sono a tratti rocciosi, a tratti sabbiosi e a tratti ghiaiosi, dominati dai crinali dell'Aspromonte e del Monte Poro, che precipitano direttamente in mare. I fondali marini sono simili a quelli tropicali e presentano un ecosistema ancora integro.
Recentemente sono state scoperte, in prossimità delle coste di Scilla, rare colonie di corallo nero mentre in quelle di Palmi, nei pressi di capo Barbi, altrettante colonie di corallo bianco. Di fronte ai lidi della Tonnara di Palmi, si trova il caratteristico "Scoglio dell'Ulivo", così denominato per la crescita spontanea di un albero di ulivo. In particolare la spiaggia di Seminara Cala Janculla è stata inserita nel 2003 tra le 11 spiagge più belle d'Italia da Legambiente. Inoltre, una parte del territorio rientra nell'elenco delle Zone di protezione speciale e dei Siti di interesse comunitario della Regione Calabria. Da non dimenticare che le numerose grotte della costa Viola furono nei secoli luoghi di eremitaggio scelte da figure ascetiche come San Leone, Sant'Elia e altri monaci basiliani.

## Monumenti e luoghi d'interesse

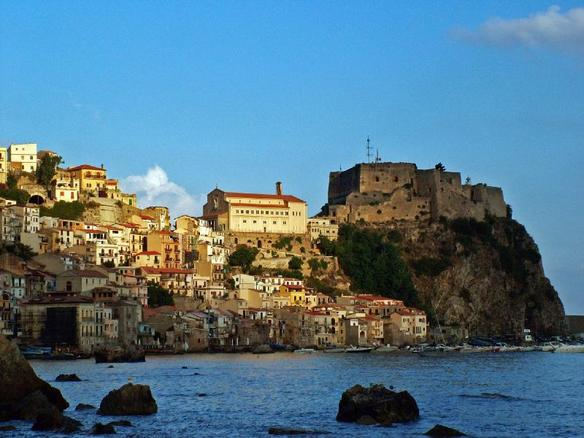
L'antico quartiere dei pescatori, denominato la Chianalea con il Castello Ruffo

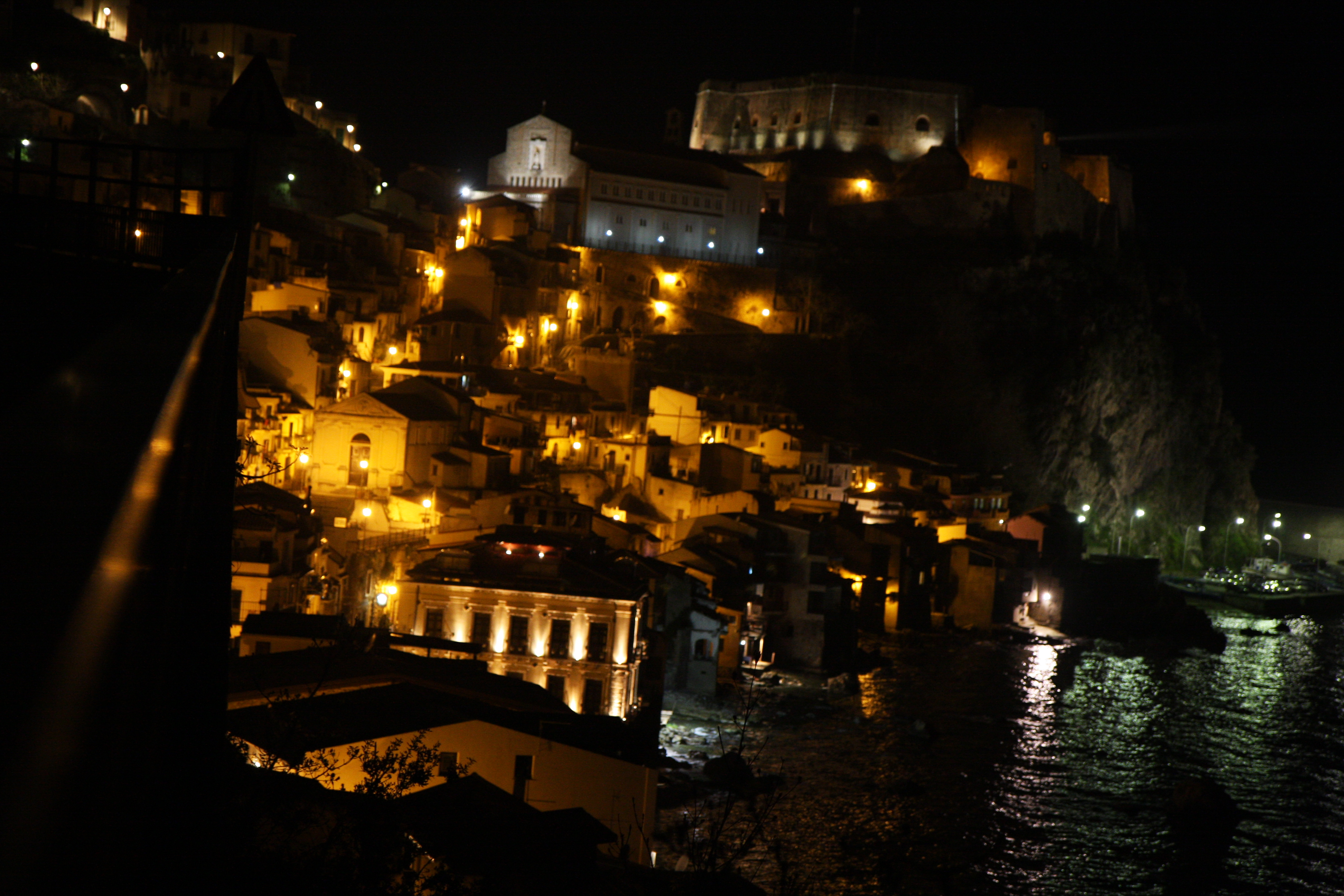
Una suggestiva Chianalea di sera

Tra i luoghi di interesse artistico-culturale che si trovano nell'area della costa viola vanno menzionati:
Per il comune di Bagnara Calabra:
- la Torre Ruggiero, a base di tronco di cono sormontato da edificio cilindrico, fu costruita per difendersi dalle incursioni dei Saraceni e dei Turchi
- il Castello Emmarita.

Per il comune di Palmi:
- il museo etnografico presente nella Casa della Cultura Leonida Répaci, racchiude ricche collezioni di oggetti tradizionali e d'uso comune, costumi tipici e manufatti artigianali. Importante per il numero e la varietà dei pezzi esposti, il museo è sicuramente una tappa fondamentale per conoscere il mondo dei pastori e dei contadini calabresi: la cultura, la religiosità tradizionale, le credenze legate alla magia e l'arte popolare di questa terra.
- mausoleo di Francesco Cilea.
- Parco Archeologico dei Tauriani "Antonio De Salvo", sorge in località Taureana di Palmi, nella zona in cui anticamente sorgeva l'antica città bruzia di Tauriana (o Taureanum).
- la cripta paleocristiana di San Fantino[7]
- Santuario di Maria Santissima del Carmelo
- Villa Comunale "Giuseppe Mazzini"
- Fontana delle Palma

Per il comune di Scilla:
- il Castello Ruffo
- Marina Grande
- il sentiero dei Ruffo, tratto dell'antica Via Popilia romana
- l'antico borgo di Chianalea, denominato la "piccola Venezia del Sud"[8] perché le case, costruite sugli scogli, si affacciano direttamente sul mare e sono separate le une dalle altre da piccoli vicoli che scendono direttamente nel mar Tirreno
- le grotte di Tremusa, di origine carsica, sono ricche di stalattiti e stalagmiti e presentano le volte rivestite di fossili marini.[9]

## Toponimo

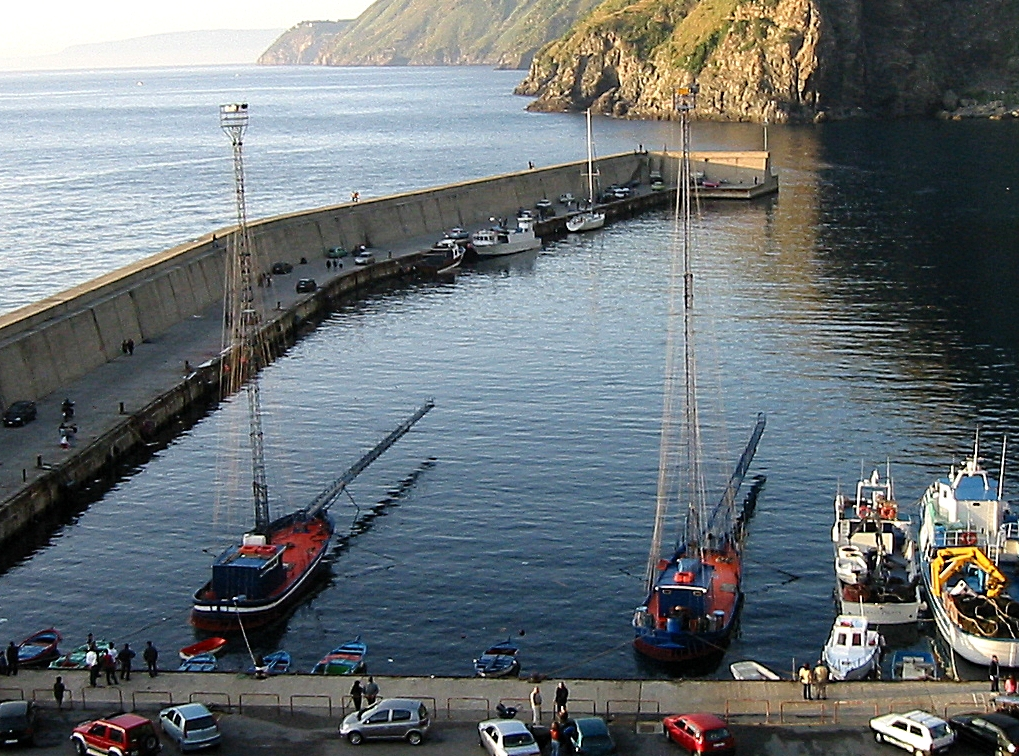
Due spadare all'àncora nel porto di Bagnara.

«Ogni cosa si tinge con le diverse tonalità del colore viola, dando vita ogni sera, con i suoi spettacolari riflessi, ad una visione sempre nuova.»
(Platone, IV secolo a.C.)
L'area deve il suo nome alla descrizione del filosofo Platone che, navigando lungo questo tratto di mare, secondo quanto riportato, rimase colpito dalle varie tonalità che assumono al tramonto il mar Tirreno, la montagna dell'Aspromonte e tutto il paesaggio circostante. Sul far della sera, il colore è dovuto a un gioco di luci e rifrazioni e dal melange del verde delle montagne incombenti sul mare e le varie tonalità dello stesso mare; il colore violaceo viene rafforzato dalle particelle sulfuree gassosse emesse dal sempre attivo e vicino vulcano Stromboli.

## Società

### Tradizioni e folclore

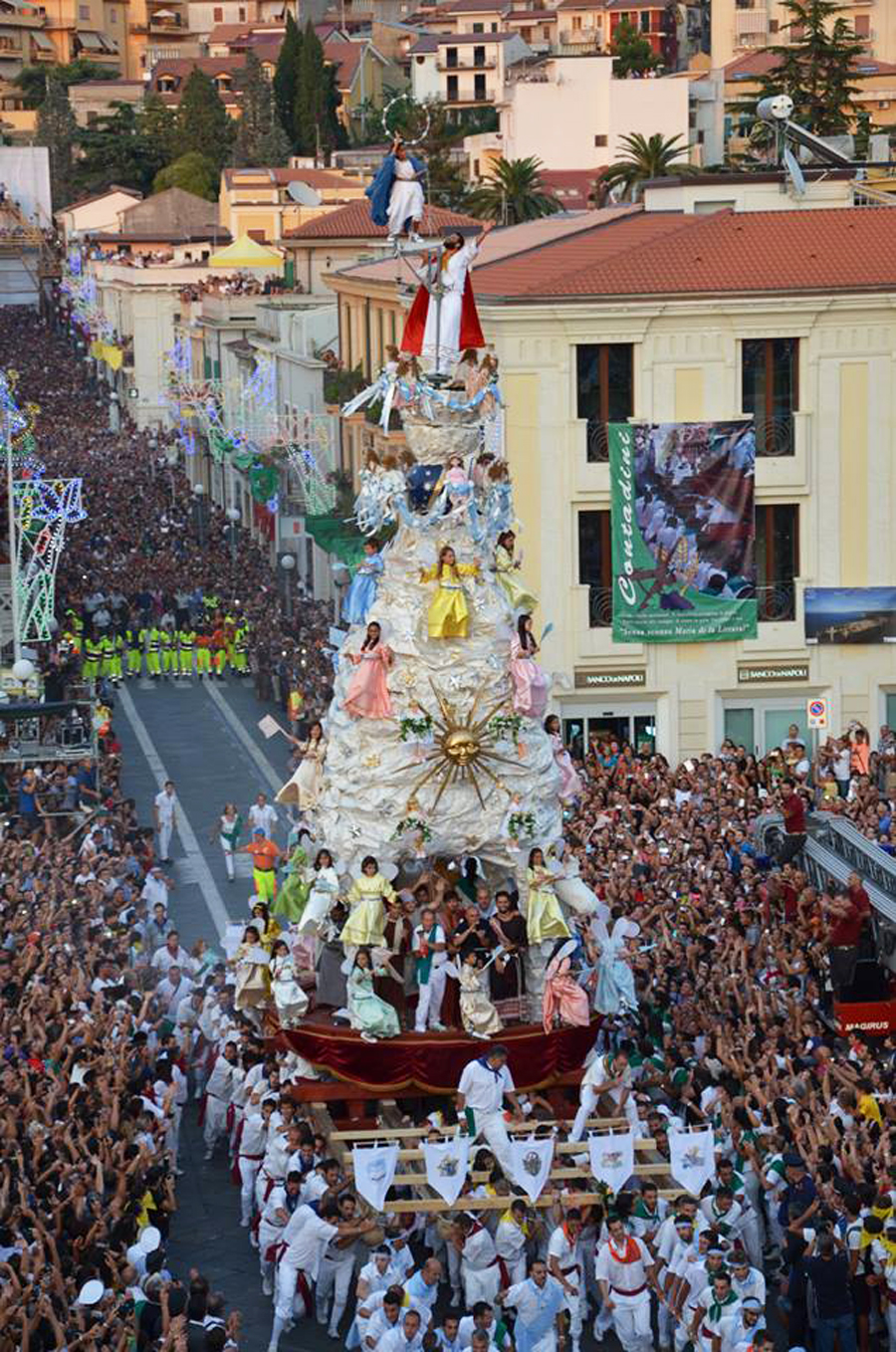
La Varia di Palmi, patrimonio dell'umanità.

In tutti i centri della Costa Viola sono numerose e antiche le tradizioni, soprattutto religiose, che si conservano e tramandano nei secoli. La più importante di tutte è certamente la Varia di Palmi, inserita nella lista del patrimonio orale e immateriale dell'umanità dell'UNESCO che viene celebrata, a cadenza pluriennale, l'ultima domenica di agosto. Altre feste rinomate a livello locale, regionale e nazionale sono anche la festa di san Rocco (svolta a Palmi e a Scilla), la festa della Madonna dei Poveri a Seminara o la festa della Madonna del Carmine a Bagnara Calabra.
Di seguito viene proposto un elenco delle principali festività religiose svolte nei comuni della Costa Viola:
| Località        | Data                         | festività                                   |
| --------------- | ---------------------------- | ------------------------------------------- |
| Bagnara Calabra | 16 luglio                    | Festa di Maria Santissima del Carmelo       |
| Seminara        | 14 agosto                    | Festa di Maria Santissima dei Poveri        |
| Palmi           | 16 agosto                    | Festa di San Rocco e "corteo degli spinati" |
| Scilla          | Penultima domenica di agosto | Festa di San Rocco                          |
| Palmi           | ultima domenica di agosto    | Festa della Varia di Palmi                  |

## Cultura

### Cucina

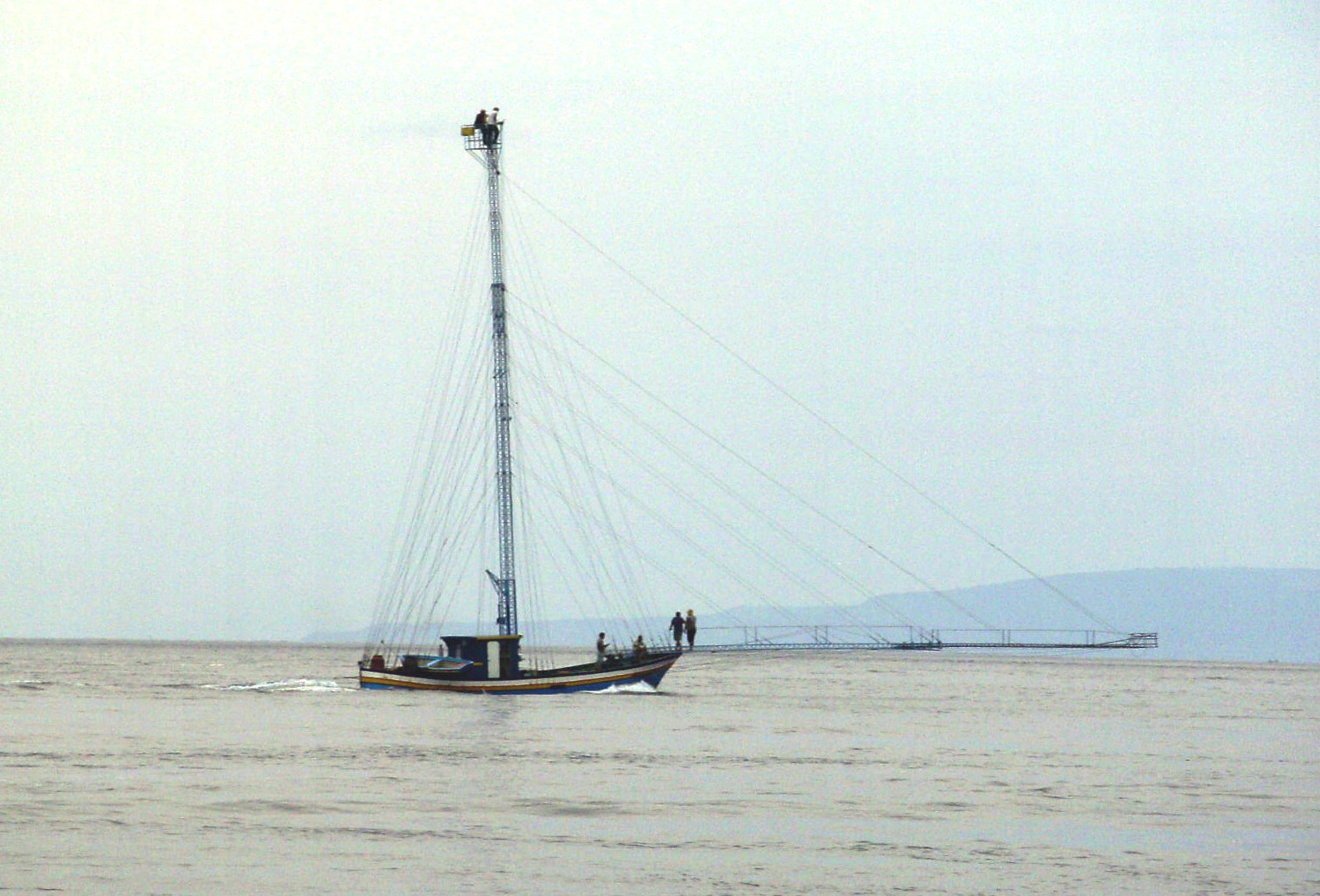
La spadara

Di fondamentale importanza è la tradizionale pesca del Pesce Spada, simbolo della costa reggina ma soprattutto della Costa Viola. Qui, infatti, da secoli si pratica la pesca con le tradizionali imbarcazioni costituite da alte torri per l'avvistamento e l'inseguimento dei grandi pesci e di lunghe passerelle che permettono di catturare il Pesce Spada, primo ingrediente di uno dei più pregiati piatti calabresi.

## Infrastrutture e trasporti

### Strade e autostrade
La Costa Viola è attraversata, nella sua interezza, da due importanti arterie stradali dell'Italia meridionale. La principale è l'A2 - Autostrada del Mediterraneo con i seguenti svincoli nella zona costiera:
- Palmi;
- Bagnara Calabra;
- Scilla;
- Santa Trada;
- Villa San Giovanni.

L'altra arteria, più antica, è la Strada statale 18 Tirrena Inferiore che attraversa nel tratto di Costa Viola i centri abitati di Palmi, Barritteri, Ceramida, Pellegrina, Bagnara Calabra, Favazzina, Scilla e Villa San Giovanni.

### Ferrovie

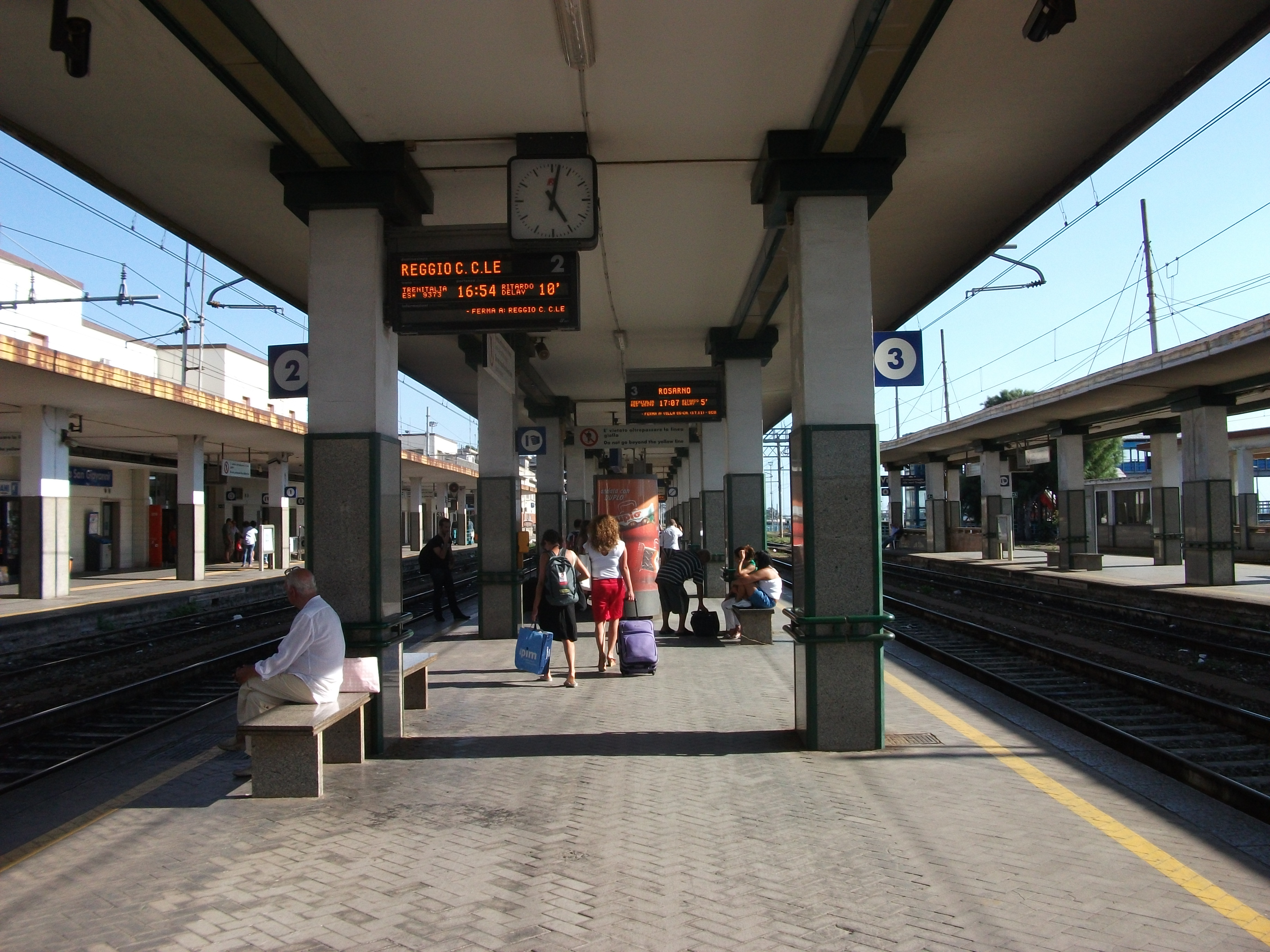
La stazione di Villa San Giovanni.

Il territorio della Costa Viola è attraversato dalla Ferrovia Tirrenica Meridionale Battipaglia-Reggio Calabria, gestita dalla RFI SpA. Le stazioni della costa sono le seguenti:
- Palmi;
- Bagnara Calabra;
- Favazzina;
- Scilla;
- Villa San Giovanni-Cannitello;
- Villa San Giovanni.

### Porti

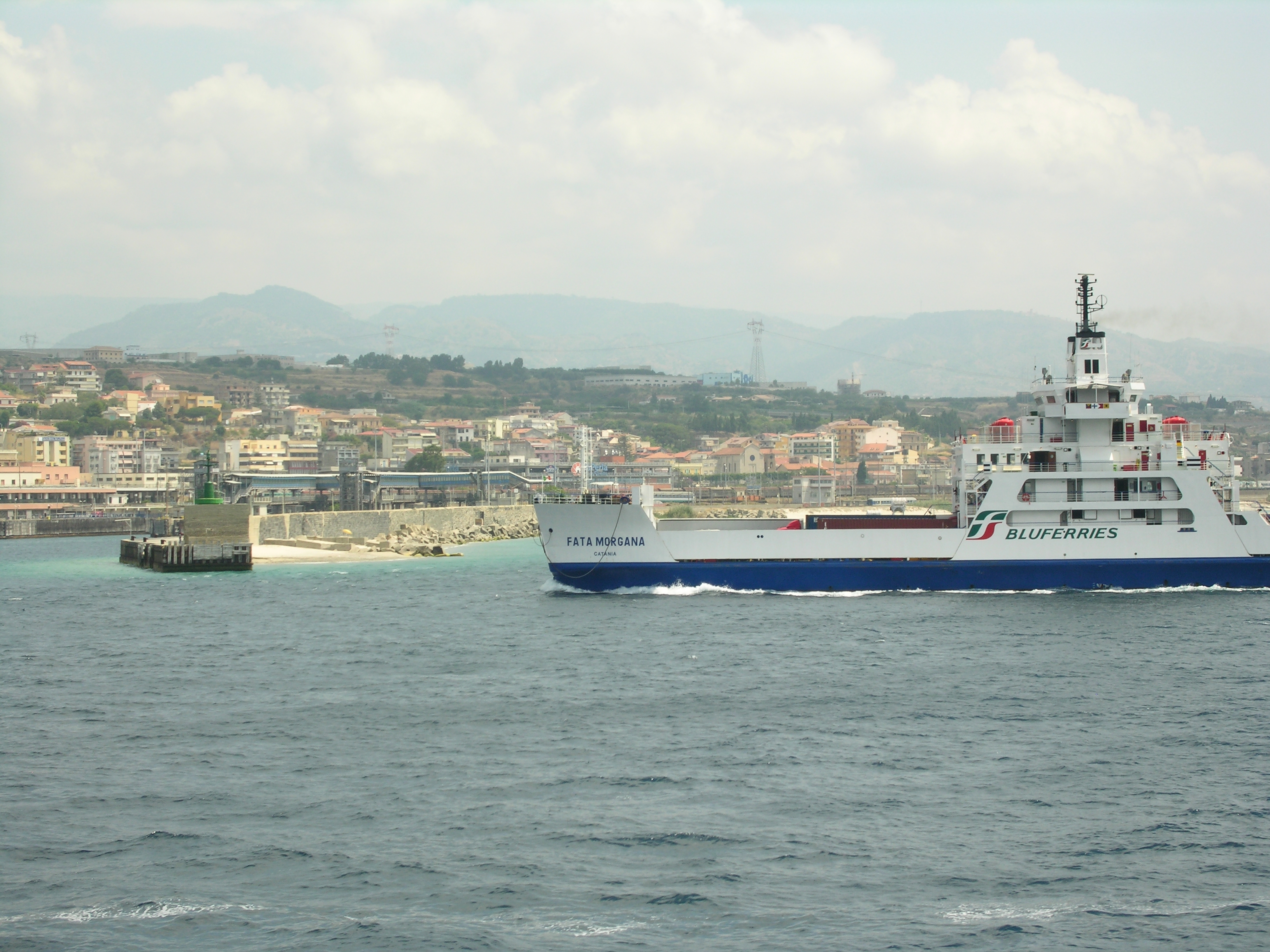
L'ingresso del porto di Villa San Giovanni.

Nel territorio della Costa Viola sono ubicati i seguenti porti:
- Porto di Villa San Giovanni, commerciale-passeggeri con gli approdi delle navi che collegano il trasporto ferroviario e il grande traffico nazionale tra l'Italia e la Sicilia;
- Porto di Palmi, turistico-peschereccio con 200 posti barca;
- Porto di Scilla, turistico-peschereccio con 100 posti barca;
- Porto di Bagnara Calabra, turistico-peschereccio con 60 posti barca.